# Słoboda Niebyłowska
Słoboda Niebyłowska (ukr. Слобода-Небилівська) – wieś na Ukrainie w rejonie rożniatowskim obwodu iwanofrankiwskiego.